# 玛丽亚塔·卡约斯马
玛丽亚塔·卡约斯马（芬蘭語：Marjatta Kajosmaa，1938年2月3日—），芬兰女子越野滑雪运动员。她曾代表芬兰参加1968年、1972年和1976年冬季奥林匹克运动会越野滑雪比赛，共获得三枚银牌和一枚铜牌。